# Maka-Maka
Maka-Maka est une série de mangas yuri (érotico-saphique) japonais écrite et illustrée par Torajirō Kishi.
Le manga a été traduit en français et édité par les éditions Delcourt.

## Synopsis
Jun et Nini, deux meilleures amies, sont adeptes du « Maka-Maka », qui veut dire « relation libertine », et s'en amusent follement entre elles.

## Liste des volumes
| no | Japonais         | Japonais      | Français         | Français          |
| no | Date de sortie   | ISBN          | Date de sortie   | ISBN              |
| -- | ---------------- | ------------- | ---------------- | ----------------- |
| 1  | 19 décembre 2003 | 9784902314090 | 14 mai 2008      | 978-2-7560-1047-2 |
| 2  | février 2005     | 9784861760839 | 19 décembre 2003 | 978-2-7560-1048-9 |